# Ştefan Gheorghiu
Ştefan Gheorghiu (Galați, 22 marzo 1926 – 17 marzo 2010) è stato un musicista, violinista e docente rumeno.

## Biografia
A 5 anni inizia a studiare il violino e a 9 anni diventa allievo dell'Accademia Reale di Musica di Bucarest. George Enescu raccomandò lui e suo fratello Valentin Gheorghiu, pianista, per una borsa di studio al Conservatorio di Parigi, dove studiò il violino con Maurice Hewitt e armonia musicale e contrappunto con Noël Gallon.
Durante la guerra continuò gli studi a Bucarest con Garabet Avakian e Mihail Jora. Gheorghiu terminò i suoi studi a Mosca, frequentando le master class di David Oistrakh.
Dal 1946 fu nominato concertista solista della Filarmonica di Stato a Bucarest, dove si esibì sia in concerti sinfonici che in recital di violino. È stato membro del Trio Rumeno, insieme a Valentin Gheorghiu e Radu Aldulescu. Alla prima edizione del Concorso Internazionale George Enescu nel 1958 vinse il primo premio per la migliore esecuzione della terza sonata di Enescu, insieme al fratello il pianista Valentin Gheorghiu. La giuria era composta da Yehudi Menuhin, David Oistrakh, Henryk Szeryng, André Gertler, Nadia Boulanger and George Georgescu.
Durante i suoi 40 anni di attività concertistica, Stefan Gheorghiu ha suonato in più di 2000 spettacoli nel suo paese natale e in tournée in Europa, Stati Uniti, Canada e Asia. Tra i centri musicali più importanti che lo hanno ospitato, Parigi, Mentone, Londra, Manchester, Roma, Vienna, Salisburgo, Locarno, Losanna, Basilea, Praga, Varsavia, Berlino, Monaco, Lipsia, Mosca, San Pietroburgo, Riga, Talin, Sofia, Atene, Salonicco, Montréal, San Francisco, Los Angeles, St. Louis, Boston, Pechino, Shanghai. Ha collaborato con i direttori Frans Konwitschny, Constantin Silvestri, Kyrill Kondrashin, George Georgescu, Jean Perisson.
Alla sua attività concertistica si aggiunse, a partire dal 1960, da quella pedagogica. È stato professore di violino all'Università Nazionale di Musica di Bucarest. I suoi notevoli risultati nella formazione di giovani artisti sono stati premiati in molte competizioni internazionali di violino.

## Registrazioni
Ha realizzato registrazioni per Electrecord (l'etichetta nazionale rumena), Supraphon e per altre radio diverse in tutta Europa. Stefan Gheorghiu ha realizzato molte prime registrazioni delle opere di George Enescu: il quartetto per pianoforte, il quintetto per pianoforte, la sinfonia da camera (Grand Prix du Disque - Parigi), "Impressions d'enfance", la terza sonata.

## Lista degli studenti
- Cristina Anghelescu
- Cosmin Bănică
- Corina Belcea
- Constantin Bogdanas
- Delia Bugarin
- Luminița Burcă
- Liviu Câșleanu
- Clara Cernat
- Lenuța Ciulei
- Florin Croitoru
- Gabriel Croitoru
- Angèle Dubeau
- Christophe Giovaninetti
- Ladislaw Horvath
- Radu Ianai
- Gabriela Ijac
- Rodica Iosub
- Florin Ionescu-Galați
- Silvia Marcovici
- Mihaela Martin
- Vlad Mendelsohn
- Irina Mureșan
- Adriana Nedriță
- Anca Rațiu
- Adrian Nemțeanu
- Vladimir Nemțeanu
- Marius Nichițeanu
- Adelina Oprean
- Ruxandra Petcu-Colan
- Stephan Picard
- Ștefan Rodescu
- Andrei Roșianu
- Constantin Șerban
- Magdalena Sârbu
- Mariana Sârbu
- Carol Stettner
- Sergiu Swartz
- Alexandru Tomescu
- Dan Claudiu Vornicelu
- Angèle Dubeau
- Lucian Moraru